# Тебе конец!
«Тебе конец!» (англ. You're Next) — американский фильм ужасов в жанре слэшер, поставленный режиссёром Адама Вингарда по сценарию Саймона Барретта. Фильм был снят весной 2011 года. Премьера фильма состоялась 10 сентября 2011 года на кинофестивале в Торонто. В мировой прокат фильм вышел в 2013 году.

## Сюжет
Во вступительной сцене мужчина занимается сексом со своей юной любовницей в доме на отшибе, после чего девушка исчезает. Затем мужчина обнаруживает на стекле двери надпись кровью «Ты следующий!» и саму убитую любовницу, после чего некто нападает на него и убивает.
На следующий день в находящийся неподалёку особняк приезжают супруги Пол и Обри Дэвисоны. Пол вышел недавно на пенсию и купил этот дом, в котором собирается отпраздновать 35-летие их с Обри совместной жизни. И хотя Обри кажется, что в доме кто-то есть, Пол никого не находит, хотя он проверяет не все комнаты.
Ещё через день в особняк съезжаются их дети: сын Криспиан и его девушка Эрин; второй сын Дрейк и его девушка Келли; третий сын Феликс и его девушка Зи; и дочь Эйми с бойфрендом Тариком. Вечером за ужином в семье разгорается спор, в процессе которого Тарик замечает что-то в окне, подходит к нему, после чего ему в голову вонзается стрела из арбалета и убивает его. Все впадают в панику, кроме Эрин, которая проявляет хладнокровие. Под её руководством семье удаётся перебраться из столовой в прихожую (хотя Дрейк получает стрелу в лопатку, но остаётся жив). Выясняется, что в службу спасения невозможно позвонить, потому что у нападавшего есть глушилка мобильной связи. Эрин тем не менее решает послать в службу спасения SMS.
Оставив Дэвисонов в прихожей она вновь проявляет спокойствие и обследует первый этаж, чтобы закрыть все окна и двери и обнаруживает, что мародёров, пытающихся проникнуть в дом, примерно трое. Эрин возвращается к Дэвисонам, где многие решают, что кто-нибудь может попытаться выбежать из дома и добраться до дороги. Это решает сделать Эйми, но когда она выбегает, оказывается, что в проёме снаружи натянута тонкая проволока, которая перерезает ей горло, и Эйми умирает.
Дэвисоны снова в панике и Пол уводит Обри в спальню и укладывает на кровать. Через некоторое время из-под кровати выползает мародёр в маске и убивает Обри. Остальные прибегают на её крик, но находят только её труп и кровавую надпись на стене «Ты следующий». Когда они уходят, Келли задерживается, чтобы обследовать комнату и обнаруживает, что мародёр всё это время прятался там же под кроватью. Она в ужасе убегает из дома и добегает до соседнего, где были убиты мужчина с любовницей, и где сама же Келли погибает.
Тем временем Криспиан, выждав время, выходит из дома и обнаруживает, что в их машинах сломаны двигатели. Он решает всё-таки попытаться добраться до дороги и уходит. Эрин просит Феликса и его девушку Зи помочь ей с небольшими ловушками: положить под окнами доски, в которые вбиты гвозди остриями к верху. Пока они их делают, Зи спрашивает Эрин относительно её необычайно спокойного для данной ситуации поведения и твёрдой решительности. Эрин признаётся, что выросла, как она говорит, «в лагере для экстремалов»: вскоре после её рождения у отца Эрин началась паранойя и он решил, что через несколько лет человечество умрёт, израсходовав свои жизненные ресурсы. Найдя единомышленников, он организовал с ними нечто вроде сектантского лагеря на природе, в котором Эрин прожила до 15 лет.
Через некоторое время в окно столовой влетает труп Келли, а затем в окно пролезает один из мародёров. Эрин, находящаяся в этот момент в столовой, вооружившись кухонными приборами, убивает его, разбив ему голову молотком для мяса. Ещё чуть позже Пол, который обследует верхний этаж, заходит в один из стенных шкафов и понимает, что один из мародёров прятался в доме ещё до того, как они сюда приехали, и следил за ними потом. Он пытается сообщить свою догадку Феликсу и Зи, но неожиданно появляется мародёр и убивает его. Феликс и Зи смотрят на это более, чем равнодушно, после чего Феликс говорит мародёру, что тому совсем необязательно было делать это на его глазах.
Через некоторое время Феликс убивает Дрейка. Эрин, спасаясь от мародёра, прячется за занавеской, а другой мародёр случайно напарывается на её доску с гвоздями. На его крики прибегают Феликс, Зи и третий мародёр. У Феликса с раненным мародёром происходит разговор на повышенных тонах, который слышит Эрин. Из разговора становится понятно, что Феликс нанял мародёров, чтобы стать единственным наследником состояния семьи Дэвис. В этот же момент Эрин приходит СМС, что служба 911 приняла её сигнал.
Обманув компанию, Эрин удаётся выманить её из дома, после чего она сооружает ловушку на входной двери: в того, кто откроет снаружи дверь, вонзится топор, который прикреплён на потолке. Однако мародёры в масках возвращаются через разбитое окно, но девушка в рукопашной схватке поочерёдно убивает их. Затем возвращаются Феликс и Зи, с которыми у Эрин тоже происходит битва, после чего она надевает Феликсу на голову работающий блендер, а Зи втыкает нож в темя.
Упав от усталости на пол рядом с их трупами, Эрин слышит, как у Феликса звонит мобильник. Она берёт трубку, но вслух ничего не говорит, и поэтому оказавшийся на том конце связи Криспиан думает, что говорит с Феликсом. Он извиняется перед братом за то, что бросил его, но он не мог просто спокойно смотреть на это. Эрин понимает, что Криспиан был заодно с Феликсом. Криспиан пробирается в дом через окно и натыкается на Эрин с трубкой. Он пытается объяснить ей, что это всё было задумано ради того, чтобы поправить их финансовое положение (Эрин учится в университете, но у неё гигантская задолженность, из-за чего она вынуждена работать барменом, хотя эта работа ей не по душе; а Криспиан, будучи университетским профессором, рассчитывал получить в ближайшее время грант, но так и не получил его). Он пытается убедить Эрин, что её убивать не собирались, так как им для убедительности нужен был свидетель, у которого не было бы никакой мотивации для убийства. Но девушка не верит ему и вонзает в Криспиана нож.
Тут в окне появляется полицейский, который, не разобравшись в ситуации, стреляет в Эрин и попадает ей в плечо. Он уходит к машине, вызывает по рации подмогу и возвращается в дом, решив войти через парадную дверь. Эрин, которая всё ещё жива, ползёт в прихожую и, когда полицейский начинает открывать дверь, кричит ему, чтобы он остановился, но поздно: топор падает, после чего изображение обагряется кровавой надписью «Ты следующий».

## В ролях
- Шарни Винсон — Эрин
- Николас Туччи — Феликс Дэвисон
- Венди Гленн — Зи
- Эй Джей Боуэн — Криспиан Дэвисон
- Джо Суонберг — Дрейк Дэвисон
- Роб Моран — Пол Дэвисон
- Барбара Крэмптон — Обри Дэвисон
- Эми Сайметц — Эйми Дэвисон
- Сара Майерс — Келли
- Тай Уэст — Тарик
- Коллинз Холт — мародёр в маске Овцы
- Саймон Барретт — мародёр в маске Тигра[3]
- Лэйн Хьюз — мародёр в маске Лисы
- Ларри Фесенден — Эрик Гарсон
- Кейт Лин Шейл — Талия
- Кэлвин Ридер — Офицер Трубиано

## Производство
Фильм снимался в течение четырёх недель весной(начало съемок стартовало в марте) 2011 года. Съёмки проходили в основном в ночное время в особняке в городе Колумбия (штат Миссури).

## Отзывы
Фильм был тепло встречен критиками. На сайте-агрегаторе Rotten Tomatoes рейтинг картины составил 79 %.